# ヘンリー・バサースト (第3代バサースト伯爵)
第3代バサースト伯爵ヘンリー・バサースト（英: Henry Bathurst, 3rd Earl Bathurst、1762年5月22日 - 1834年7月27日）は、イギリスの貴族、政治家。ガーター勲章勲爵士、枢密顧問官。
1794年にバサースト伯爵を襲爵するまでは、「アプスリー卿」（Lord Apsley）の儀礼称号で称されていた。

## 経歴
大法官や枢密院議長を務めた法律家・政治家の第2代バサースト伯爵ヘンリー・バサーストと、妻のトライフィーナの間に生まれる。イートン・カレッジを経て、1773年から1778年までオックスフォード大学クライスト・チャーチで学ぶ。
1783年から襲爵により貴族院に移る1794年まで、グロスタシャー州サイレンスター選挙区選出の庶民院議員。議会ではトーリー党に所属。
ウィリアム・ピット (小ピット) と親しく、彼の下で1783年から1789年まで海軍本部委員（Lord of the Admiralty）、1789年から1791年まで大蔵卿委員（Lord of the Treasury）、1793年から1802年までインド庁の委員を務めた。1804年に小ピットが再び首相となると、バサーストは王立造幣局長（Master of the Mint）に任じられた。
第3代ポートランド公爵ウィリアム・キャヴェンディッシュ＝ベンティンクが1807年に組織した第2次内閣では商務庁長官兼王立造幣局長として入閣、次のスペンサー・パーシヴァルの内閣においても両方の職を引き続き務めた。また1809年には、外務大臣のジョージ・カニングと陸軍・植民地大臣のカースルレー子爵ロバート・ステュアートが決闘事件を起こして辞職したことを受け、2ヶ月間外相を兼ねた。
1812年、第2代リヴァプール伯爵ロバート・ジェンキンソンの内閣において陸軍・植民地大臣として入閣。バサーストは有能な大臣であり、半島戦争のさなか陸軍を担当する閣僚としての職務を全うした。次官のヘンリー・ゴールバーンとともに陸軍・植民地省の改革も行い、青書（Blue book）を導入した。ゴールバーンの後任の次官となったロバート・ウィルモット＝ホートンは、バサーストを以前この職を務めた誰よりも注目に値すると評した。また彼は人道的見地から奴隷制度廃止運動を支持していた。
初代ウェリントン公爵アーサー・ウェルズリーが1828年に組織した内閣では枢密院議長として入閣。トーリー所属でありつつもカトリック解放に賛成の立場をとっていたが、第1回選挙法改正案（Reform Bill; 選挙法改正法案）には強く反対した。1830年に退任し、政治家としてのキャリアを終えた。
1793年に枢密顧問官に列せられ、1817年にガーター勲章を授けられた。
1834年にロンドンで死去、グロスタシャー州のサイレンスターに葬られた。爵位は長男のヘンリーが相続した。
オーストラリアのニューサウスウェールズ州にあるバサースト郡およびバサースト市とノーザンテリトリー（北部準州）にあるバサースト島、カナダのニューブランズウィック州にあるバサースト市とヌナブト準州にあるバサースト島、ガンビアの首都バンジュールの旧名バサーストは、彼を記念して名づけられた。

## 家族
バサーストは1789年4月にレディ・ジョージアナ・レノックス（1765年 - 1841年）と結婚した。彼女は第2代リッチモンド公チャールズ・レノックスの次男ジョージ・レノックス卿の娘であった。
夫妻は四男二女をもうけ、長男のヘンリーが第4代バサースト伯爵に、ついで次男のウィリアムが第5代バサースト伯爵となった。